# Rhaphiolepis
Rhaphiolepis — це рід 15 видів вічнозелених кущів або невеликих дерев родини Rosaceae, які поширені в помірних і субтропічних регіонах Східної та Південно-Східної Азії, від південної Японії, південної Кореї та південного Китаю до Таїланду та В’єтнаму. Рід тісно пов'язаний з Eriobotrya.
Види різняться за розміром, лише деякі досягають 1-1,5 метра у висоту, тоді як R. ferruginea може досягати 10 метрів. Листки чергові, користі, прості, темно-зелені, 3-9 см завдовжки, з цільними або зубчастими краями. Квітки білі або рожеві, 1-2 см в діаметрі, зібрані в дрібні або великі щитки. Плоди схожі на маленькі яблука діаметром 2 см, від темно-фіолетового до чорного кольору, містять одне насіння.

## Використання
Найвідоміший вид R. indica з південного Китаю, він культивується заради декоративних рожевих квітів і популярний у культурі бонсай. R. umbellata з Японії та Кореї має білі листя і квіти та він є найвитривалішим з видів, оскільки витримують температуру -15 °C.
Плоди їстівні у вареному вигляді, з них можна варити варення.

## Таксономія
Rhaphiolepis був описаний Джоном Ліндлі та опублікований у Ботанічному реєстрі ; що складається з кольорових. . . 6:468, 1820 року  Типовий вид : Rhaphiolepis indica (L.) Lindl. колишній кер.

## Види
- Rhaphiolepis ferruginea
- Rhaphiolepis fragrans
- Rhaphiolepis indica
- Rhaphiolepis integerrima
- Rhaphiolepis kerrii
- Rhaphiolepis lanceolata
- Rhaphiolepis major
- Rhaphiolepis salicifolia
- Rhaphiolepis umbellata